# Lean higher education
Lean Higher Education (LHE) – termin oznaczający adaptację „szczupłego zarządzania” do szkolnictwa wyższego, zwykle w celu poprawy wydajności i efektywności działań.
Lean, pierwotnie opracowana w Toyota Motor Corporation, to filozofia zarządzania, która jako podstawowe zasady kładzie nacisk na „szacunek dla ludzi” i „ciągłe doskonalenie”. Lean zachęca pracowników na wszystkich poziomach organizacyjnych do ponownego wyobrażenia sobie usług z punktu widzenia klienta, usuwając kroki procesu, które nie dodają wartości i podkreślając kroki, które dodają największą wartość. Chociaż pojęcie „klientów” i „produktów” jest kontrowersyjne w środowisku szkolnictwa wyższego, z pewnością istnieją różne strony, które są zainteresowane sukcesem szkół wyższych (studenci, wykładowcy, administratorzy, potencjalni pracodawcy, różne szczeble władzy).
Lean w szkolnictwie wyższym zastosowano zarówno w usługach administracyjnych, jak i akademickich. Balzer opisał takie inicjatywy w środowisku uniwersyteckim, w tym krytyczne czynniki sukcesu i sposoby mierzenia postępów. Zauważył, że LHE może skutecznie reagować na podwyższone oczekiwania szkolnictwa wyższego, zmniejszając wydatki w erze rosnących kosztów, spełniając wymagania odpowiedzialności publicznej i wykorzystując zasoby instytucjonalne do wypełniania misji edukacyjnych, stypendialnych i popularyzacji szkolnictwa wyższego. Opublikowano obszerny przegląd literatury badający wpływ lean na szkolnictwo wyższe. Autorzy poinformowali, że lean ma znaczący i wymierny wpływ, gdy jest stosowany do usprawnienia działań akademickich i administracyjnych. Takie ulepszenia są skuteczne na poziomie departamentu/jednostki lub całej instytucji. Autorzy zauważyli jednak, że wdrożenie Lean to poważne przedsięwzięcie, które ma największe znaczenie, jeśli wiąże się z długofalowym planowaniem strategicznym.